# Damu, Hubei
Damu (kinesiska: 大幕) är en sockenhuvudort i Kina. Den ligger i provinsen Hubei, i den centrala delen av landet, omkring 89 kilometer söder om provinshuvudstaden Wuhan. Antalet invånare är 25 606. Befolkningen består av 12 252 kvinnor och 13 354 män. Barn under 15 år utgör 25,0 %, vuxna 15-64 år 65 %, och äldre över 65 år 8,0 %.
Runt Damu är det ganska tätbefolkat, med 166 invånare per kvadratkilometer. Närmaste större samhälle är Wenquanzhen, 19,8 km väster om Damu. I omgivningarna runt Damu växer i huvudsak blandskog.
Genomsnittlig årsnederbörd är 2 075 millimeter. Den regnigaste månaden är maj, med i genomsnitt 315 mm nederbörd, och den torraste är januari, med 48 mm nederbörd.